# クラウディア・ポル
クラウディア・マリア・ポル・アレンス（西: Claudia Maria Poll Ahrens、1972年12月21日 - ）は、コスタリカの競泳選手。

## 経歴
1979年にフランシスコ・リバスコーチのもと競泳をはじめた。早々と中米屈指の選手となり、中米で多くのタイトルを獲得した。アトランタオリンピックの女子200m自由形では金メダルを獲得し、コスタリカに初の金をもたらしただけでなくラテンアメリカで最初に金を獲得した女性となった。人気だったドイツのフランツィスカ・ファン・アルムシックやダグマル・ハーゼを覆しての金メダルだったため、世界に衝撃を与えた。また、クラウディアの姉のシルビア・ポルもソウルオリンピックの女子200m自由形でコスタリカ初のメダルを獲得しており、姉妹でメダリストとなった。
1997年には『スイミング・ワールド・マガジン』誌の「ワールド・スイマー・オブ・ザ・イヤー」に選ばれた。1998年に経営管理を専攻した首都サンホセの大学を卒業。2000年のシドニーオリンピックでは銅メダル2個を獲得、2004年のアテネオリンピックでは400m自由形に出場したが9位に終わった。
2006年の中央アメリカ・カリブ海競技大会で、クラウディアは200m自由形と400m自由形においてそれぞれ2分00秒19と4分15秒01でゴールし、大会記録を更新した。姉のシルビアが1986年大会で出した記録を上回った。2007年8月8日に第一子セシリアをもうけ、母となった。

## ドーピング
2002年、クラウディアはドーピング違反の刑事被告人となった。クラウディアは判決を不服とし控訴したが、スポーツ仲裁裁判所は同年6月3日に控訴を棄却しクラウディアに4年間の出場停止処分を課した。後にドーピング基準が国際水泳連盟（FINA）基準から世界アンチ・ドーピング機関（WADA）基準にかわると2年間に短縮された。クラウディアは現在も無実の訴えを崩していない。

## 受賞歴
- コスタリカ議会から「名誉国民」を授与（1996年）
- 今年のコスタリカのスポーツウーマン（1993年、94年、95年、96年、97年、98年、99年、2000年度）
- ベストラテンアメリカンアスリート（1995年、96年、97年度）
- コスタリカ世紀のアスリート（1999年）[4]